# 木庭賢也
木庭 賢也（こば けんや、1956年1月13日- ）は、長崎県佐世保市出身の元競輪選手。現在は競輪解説者。また競輪中継及び競輪関連情報番組の司会者としても活動中。日本競輪学校第33期生。現役時は主に日本競輪選手会長崎支部所属。

## 競輪選手としての戦績
父親が競輪の予想屋を行っており、伯父が競輪選手だったという環境もあり、小さい頃から競輪選手を目指していた。1973年に最年少の17歳で競輪学校に入学。
デビューは1974年6月23日、ホームバンクの佐世保競輪場で迎え1着。1979年には競輪祭競輪王戦で決勝進出を果たし（5着）、以後も特別競輪に常時出場を果たしていたが、後に膝の故障に苦しめられ、成績は下降線を辿るようになった。また練習環境を変えるため、福岡県に登録地を移したこともあったが、1990年2月5日に選手登録を削除され引退。通算勝利数は189であった。

## 競輪解説者として
引退後は一時自ら菓子店を経営していたが、やがて解説者として再び競輪場に姿を見せるようになり、後に競輪中継の解説のみならず司会まで勤めるようになる。
かつては小倉競輪場・場内中継の解説者兼パーソナリティを務めていたほか、RINRINトライアングル（中国放送製作）という競輪情報番組の司会も行っていた。現在は特別、記念競輪中継の解説者および司会に加え、川崎競輪場と富山競輪場・場内中継の解説者兼パーソナリティや、「めざせ!競輪キング」（テレビ神奈川製作）という競輪情報番組の解説も務めていた。
競輪を知らない視聴者に対する説明の的確さについては並ぶものがいない程で、一般的知識を競輪に織り交ぜる軽妙なしゃべり口も手伝い、木庭の名前が一般的に有名になったのは現役を退いてからといっても過言ではないほど現役時の実績を上回る活躍を見せており、競輪解説者の中では型破り的な存在といえる。

## その他
長男は競輪選手にならず、南関東公営競馬藤田輝信厩舎（大井競馬場）の厩務員となっている。